# Константинопольская обсерватория Такиюддина
Константинопольская обсерватория Такиюддина — астрономическая обсерватория, основанная в 1577 году в Константинополе (сейчас Стамбул) Такиюддином аш-Шами. Была одной из крупнейших астрономических обсерваторий средневекового мира. Однако обсерватория просуществовала всего несколько лет и была разрушена в 1580 году.

## История
В 1574 году Мурад III стал султаном Османской империи. Главный астроном империи Такиюддин аш-Шами обратился к султану с ходатайством о финансировании строительства огромной обсерватории, которая могла бы конкурировать с Самаркандской обсерваторией Улугбека. Султан одобрил предложение, и строительство обсерватории было завершено в 1577 году почти одновременно с обсерваторией Тихо Браге в Ураниборге.
Обсерватория состояла из двух больших строений, расположенных на холме, с видом на европейскую часть Константинополя и хорошим обзором ночного неба. Как и в современной обсерватории, главное здание было зарезервировано для библиотеки и жилых помещений для персонала, а в меньшем здании располагалась коллекция инструментов, созданных Такиюддином. Они включали гигантскую армиллярную сферу и точные механические астрономические часы для измерения положения и скорости движения планет. С помощью этих инструментов Такиюддин надеялся обновить старые астрономические таблицы, описывающие движение планет, солнца и луны.
Через несколько месяцев после завершения строительства обсерватории в небе появилась комета с огромным хвостом, и султан Мурад III потребовал от своего астронома сделать по этому поводу предсказание. «Работая день и ночь без еды и отдыха», Такиюдин изучил комету и пришёл к выводу, что она «знак благополучия и великолепия» и предвещает «завоевание Персии». Однако, вместо предсказанного благополучия, в нескольких провинциях империи вспыхнула чума, также умерли несколько важных лиц. Исламское духовенство Османской империи относилось к астрономии как к уважаемой и дозволенной науке, чего нельзя было сказать об астрологии, считавшейся гаданием и, следовательно, противоречащей шариату. Обсерватория была уничтожена, чтобы предотвратить её дальнейшее использование в астрологических целях.

## Инструменты
Такиюддин написал важный трактат об астрономических инструментах под названием Инструменты наблюдения из астрономической таблицы Царя царей, в котором описываются астрономические инструменты, используемые в Константинопольской обсерватории. К ним относятся древние инструменты, такие как армиллярная сфера, параллактическая линейка, и астролябия; средневековые мусульманские инструменты, такие как универсальная астролябия, азимутальные и настенные квадранты и секстанты; и несколько инструментов, которые он изобрёл сам, в том числе mushabbaha bi'l manattiq, секстант в рамке со шнурами для определения точек равноденствия, подобный тому, который впоследствии использовал Тихо Браге, и деревянный квадрант для измерения азимутов и восхождений. Однако наиболее важным его инструментом являются «наблюдательные часы», которые в своей книге «Древо высшего познания» Такиюддин описывает как «механические часы с тремя циферблатами, которые показывают часы, минуты и секунды. каждую минуту мы разделили на пять секунд». Часы использовались для измерения прямого восхождения звёзд. Это считается одним из самых важных нововведений в практической астрономии XVI века, поскольку в начале века часы считались недостаточно точными для их использования в астрономических наблюдениях.
Такиюддин создал в Константинопольской обсерватории «удивительно современный» земной шар, один из самых первых в своём роде

## Наблюдения
Такиюддин использовал свои новые «наблюдательные часы» для создания зиджа (названного «Высшее познание в Царстве вращающихся сфер»), более точного, чем у его предшественников, Тихо Браге и Николая Коперника. Такиюддин был первым астрономом, который использовал в своих наблюдениях десятичные дроби, а не шестидесятеричные, используемые его предшественниками и современниками. Он также использовал метод «трёхточечного наблюдения» Аль-Бируни. В «Высшем познании в царстве вращающихся сфер» Такиюддин описал расположение этих точек как «две из них находятся в оппозиции к эклиптике, а третья — в любом желаемом месте эклиптики». он использовал этот метод для расчёта эксцентиситета орбиты Солнца и годового движения апогея, как и Тихо Браге и Коперник вскоре после этого, хотя значения Такиюддина были более точными, благодаря его использованию наблюдательных часов и других, более точных инструментов.